# Mendelssohnchor Hamburg
Der Mendelssohnchor Hamburg wurde 1997 gegründet und ist als gemeinnütziger Verein eingetragen. Der Chor finanziert sich ohne Fremdhilfe aus den Mitgliedsbeiträgen. Als Namensgeber stand der Komponist Felix Mendelssohn Bartholdy Pate. Ein musikalischer Schwerpunkt des Mendelssohnchors Hamburg liegt auf klassisch-romantischen Oratorien. Im Wechsel mit den großen Chor- und Orchester-Werken studiert der Chor aber auch Musik anderer Epochen und in kleineren Besetzungen (ohne Orchester) ein. Außerdem hat der Chor bereits zweimal bei Opern als Chor musikalisch und szenisch mitgewirkt, z. B. zum Jahreswechsel 2006/2007 in einem Opernprojekt an der Musikhochschule Hamburg.
Der Chor wurde von Hans-Joachim Lustig gegründet, seine Nachfolgerin als Chorleiter war von 2002 bis 2022 Almut Stümke. Seit August 2022 leitet Susan Lahesalu den Mendelssohnchor Hamburg.

## Repertoire/Programm
- 2012 W. A. Mozart, Requiem / Peter Heeren, Der Gebrauch des Lebens (zeitgenössische Vertonung einer Ode von Anakreon durch Peter Heeren, Marne)
- 2012 „Ohne Sinn Und Verkannt“ – Chormusik trifft Lyrik (gesungene  und gesprochene Texte von Joachim Ringelnatz und Christian Morgenstern)
- 2011  Carl Orff, Carmina Burana
- 2010–2011  „Rausch“ – Chormusik trifft Lyrik
- 2010 Johann Sebastian Bach – Weihnachtsoratorium
- 2009  Auftritte und musikalische Gestaltung von Gottesdiensten und kirchlichen Abendmusiken, Darunter die Mendelssohn-Motetten Psalm 2 (Warum toben die Heiden), Psalm 100 (Jauchzet dem Herrn, alle Welt) und Psalm 91 (Denn er hat seinen Engeln befohlen). Paulus-Oratorium im Oktober.
- 2008 A-cappella-Programm „Herzenssache“ – Chormusik trifft Lyrik: Die romantischen Liebeslieder-Walzer von Johannes Brahms, Ausschnitte aus den „Canti d'amor“ von Bernard Rands.
- 2007 Requiem von Wolfgang Amadeus Mozart und „Canticles of Light“ von Bob Chilcott;Opernprojekt „Die Flut“ von Boris Blacher in Kooperation mit der Musikhochschule Hamburg.
- 2006 Erich Kästner „Die 13 Monate“, Chorlieder nach Texten von Kästner
- 2005 Mitwirkung an der Opernaufführung von Orpheus und Eurydike von Christoph Willibald Gluck an der Musikhochschule Hamburg ; Fanny Hensel „Lobgesang“ und „Oratorium nach Bildern der Bibel“; „Berliner Messe“ von Arvo Pärt
- 2004 zusammen mit der Johanneskantorei Norderstedt und dem Hamburger Konservatorium: Elias von Felix Mendelssohn Bartholdy; „Liebesliederwalzer“ von Johannes Brahms.